# Ordre du Lévrier
Pour les articles homonymes, voir Ordre de la Fidélité.
L'Ordre du Lévrier (« ou de la Fidélité », ou Compagnie du Lévrier blanc), créé le 31 mai 1416 par Louis Ier, cardinal-duc de Bar, est un ordre de chevalerie barrois du XVe siècle. Instauré, de manière statutaire, pour une durée de cinq ans, il fut maintenu à perpétuité sous le nom d'Ordre de Saint-Hubert.

## Historique
Après avoir assuré la paix au dehors de ses états, le cardinal de Bar s'occupa de rétablir le calme au dedans. C'est à son penchant pour la paix qu'est due la création de l'Ordre du Lévrier, « ou de la Fidélité ».
Cette institution, créée évidemment pour maintenir dans le duché de Bar et le marquisat du Pont, l'ordre et la tranquillité, ainsi que « fidéliser » la noblesse du duché, se forma à Bar-le-Duc, sous la protection du Cardinal, et les statuts furent arrêtés en sa présence, le 31 mai 1416.
Quarante-six gentilshommes, l'élite de la noblesse du duché de Bar, entrèrent dans ce pacte solennel. Ils s'imposèrent entre autres obligations, celles de s'entre-aimer, de se secourir mutuellement et de recourir à l'autorité ducale pour la solution des différends qui s'élèveraient entre eux. Ceux qui avaient à se plaindre de torts ou dommages quelconques, étaient tenus, d'après les statuts, d'en donner avis au « Roi », ou chef de la compagnie ; sur la requête de celui-ci, et huit jours après, tous les membres de l'ordre devaient marcher au secours du plaignant, le banneret à trois hommes d'armes, le simple chevalier à deux, et l'écuyer à un. On devait fournir de plus grandes forces lorsque le cas l'exigeait, mais la nécessité de l'accomplissement de cette obligation était soumise à l'appréciation du Roi, et de six des membres de la compagnie.
Ces dernières conditions, et surtout celle qui était imposée aux associés par les statuts, de recourir aux règles du droit pour obtenir justice de celui d'entre eux dont ils pouvaient avoir à se plaindre, prouvent avec évidence que la fondation de l'ordre avait principalement pour but de prévenir les voies de fait si communes dans le XIVe siècle, malgré les efforts des souverains pour les empêcher ; désordres qui n'avaient pas manqué sans doute de se reproduire et de se multiplier dans le pays, pendant la durée de la dernière guerre contre le duché de Lorraine. Le Cardinal promit, sur parole de prince, de faire observer les conventions jurées par les gentilshommes alliés, et de les soutenir de tout son pouvoir et de toutes les forces dont il disposait.
Cette institution chevaleresque avait été créée pour cinq ans. Il ne reste d'autres traces des premiers temps de son existence que celles qui nous sont transmises par les lettres de son établissement. On sait cependant qu'il en résulta, pour le souverain et pour le pays, des avantages qui déterminèrent le cardinal de Bar et les chevaliers de l'Ordre, peu de mois après l'expiration des cinq années, à le maintenir à perpétuité. Cette mesure fut décidée dans une assemblée qui se tint à Bar-le-Duc, le jeudi 23 avril 1422, où treize des gentilshommes, qui avaient pris part à sa création en 1416, s'engagèrent tant en leur nom, qu'au nom de leurs associés absents, à observer les statuts adoptés en 1416.
Les seuls changements introduits dans les règlements existants portèrent sur la dénomination, la marque distinctive et les jours de réunion de l'ordre. Dans cette assemblée, les chevaliers choisirent pour patron saint Hubert, sous l'invocation duquel ils placèrent l'institution. Ainsi était né l'ordre de Saint-Hubert.

## Organisation
Le chef de l'association portait le titre de « Roi ». Il devait être élu pour un an.
La compagnie devait se réunir deux fois par an, la première le 11 novembre, jour de saint Martin, et la seconde le 23 avril, jour de saint Georges. Chaque associé était tenu d'assister aux assemblées générales, sous peine d'un marc d'argent. En cas d'excuse légitime, il devait s'y faire représenter et payer sa part des frais. On voit par les lettres de création de l'ordre que la première réunion dut avoir lieu à Saint-Mihiel.
Les membres devaient être élus par le Roi ou chef, assisté des gentilshommes les plus notables de la compagnie. Ils ne pouvaient être institués qu'en vertu d'une ordonnance du duc de Bar.
Telles sont les principales règles auxquelles étaient assujettis les associés. On voit qu'elles leur imposaient des obligations assez onéreuses, établies non seulement dans leur intérêt, mais aussi dans l'intérêt du prince et du pays.

## Insigne
L'insigne distinctif de l'ordre, était un lévrier blanc, ayant au cou un collier portant les mots : Tout vng (Tous un) : tous les membres étaient tenus de le porter.

## Récipiendaires
Voici la liste des quarante-six gentilshommes fondateurs de l'Ordre, d'après le titre de la fondation où ils sont dénommés :
Thiébaut de Blâmont ; Philibert, seigneur de Beffroimont ; Eustache de Conflans ; Richard des Hermoises ; Pierre de Beffroimont, sire de Ruppes ; Regnault du Châtelet, et Erard du Châtelet, son fils ; Mansart d'Esne ; Jean, seigneur d'Orne ; Gobert d'Apremont ; Joffroi d'Orne ; Jacques d'Orne ; Philippe de Norroy ; Olry de Landre ; Jean de Laire ; Jean de Seroncourt ; Colard d'Ottenges ; Jean de Beffroimont, seigneur de Fontois ; Jean de Malbeth ; Joffroi de Bassompierre, chevaliers ; Jean, seigneur de Rodemack ; Robert de Sarrebruck, seigneur de Commercy ; Edouard de Grandpré ; Henri de Breux ; Wary de Lavaulx ; Joffroy d'Apremont ; Jean des Hermoises ; Robert des Hermoises ; Simon des Hermoises ; Franque de Houze ; Olry de Boulanges ; Henri d'Epinal; François de Sorbey ; Jean de St-Lou (Loup) ; Hugues de Mandres ; Huart de Mandres ; Philibert de Doncourt ; Jean de Sampigny ; Colin de Sampigny ; Alardin de Mouzay ; Hanse de Nivelein ; Le Grand Richard d'Apremont ; Thiéry d'Autel ; Thomas d'Ottanges ; Jacquemin de Nicey, et Jacquemin de Villers, écuyers.